# Kristen Bybee
Kristen A. Bybee (1982) è un'ex sciatrice alpina statunitense.

## Biografia
Attiva in gare FIS dal dicembre del 1997, in Nor-Am Cup la Bybee esordì il 7 dicembre 1998 a Mammoth Mountain in supergigante (24ª) e conquistò l'unica vittoria, nonché primo podio, il 9 dicembre 2002 a Lake Louise in supergigante; ottenne l'ultimo podio il 26 febbraio 2004 a Big Mountain in discesa libera (2ª) e prese per l'ultima volta il via il 1º marzo successivo a Panorama in supergigante (4ª). Si ritirò al termine di quella stessa stagione 2003-2004 e la sua ultima gara fu lo slalom gigante dei Campionati statunitensi 2004, disputato il 23 marzo ad Alyeska e non completato dalla Bybee; in carriera non debuttò in Coppa del Mondo né prese parte a rassegne olimpiche o iridate.

## Palmarès

### Nor-Am Cup
- Miglior piazzamento in classifica generale: 16ª nel 2003 e nel 2004
- 4 podi:
  - 1 vittoria
  - 2 secondi posti
  - 1 terzo posto

#### Nor-Am Cup - vittorie
| Data            | Località    | Paese  | Specialità |
| --------------- | ----------- | ------ | ---------- |
| 9 dicembre 2002 | Lake Louise | Canada | SG         |

Legenda:

SG = supergigante

### South American Cup
- Miglior piazzamento in classifica generale: 13ª nel 2001
- 2 podi:
  - 2 secondi posti